# نمانیا گودلی
نمانیا گودلی که با نام نِنو نیز شناخته می‌شود، بازیکن فوتبال اهل صربستان است که در حال حاضر در پست مدافع برای باشگاه فوتبال سویا، از باشگاه‌های حاضر در لا لیگای اسپانیا بازی می‌کند.

## دوران باشگاهی

### ناک بردا
گودلی اولین قرارداد حرفه ای خود را با باشگاه فوتبال ناک بردا در ژوئیه ۲۰۰۹ امضا کرد اما علیرغم اینکه چندین بار روی نیمکت حضور داشت در اولین فصل خود نتوانست حضور رسمی داشته باشد.

### آلکمار
در تابستان ۲۰۱۳ گودلی با مبلغی در حدود ۳ میلیون یورو به باشگاه فوتبال آزد آلکمار منتقل شد و قراردادی چهار ساله امضا کرد. پدرش در این زمان مدیر ناک بردا بود.
هم‌چنین اعلام شد باشگاه فوتبال پورتو نیز خواهان به خدمت گرفتن گودلی بوده‌است.

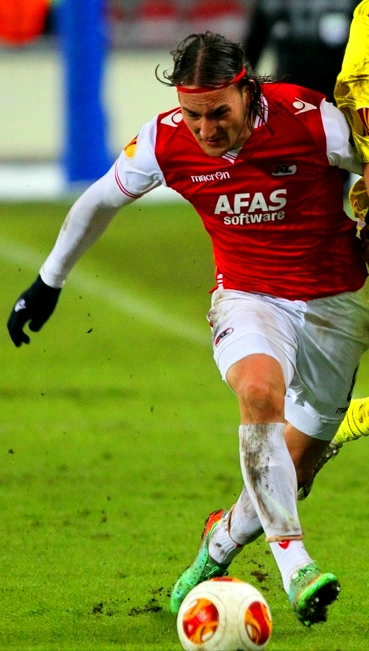
گودلی در سال ۲۰۱۴ در حال بازی برای آزد آلکمار

### آژاکس
در ۶ مه ۲۰۱۵، اعلام شد که گودلی از فصل ۱۶–۲۰۱۵ به باشگاه فوتبال آژاکس خواهد پیوست. همراه با او، برادر کوچکترش دراگیشا به تیم جوانان آژاکس نقل مکان کرد و پدرش نبویشا استعدادیاب باشگاه شد که در درجه اول بر روی بازیکنان بالکان و صربستان تمرکز می‌کرد.
در ۵ نوامبر ۲۰۱۶، گودلی پس از بیان این‌که نمی‌تواند در حالی‌که جزء ۱۱ مرد اصلی نیست انگیزه داشته باشد، از تیم اول حذف شد.

### تیانجین تدا
در ۵ ژانویه ۲۰۱۷، آژاکس اعلام کرد که گودلی در ۲۵ ژانویه ۲۰۱۷ با مبلغی حدود ۵٫۵ میلیون یورو به باشگاه فوتبال تیانجین تدا منتقل خواهد شد.
چند روز بعد، جان اوبی میکل، بازیکن اهل نیجریه باشگاه فوتبال چلسی نیز به این تیم پیوست.

### گوانگ‌ژو اورگرند
در ۲۸ ژانویه ۲۰۱۸، باشگاه فوتبال گوانگ‌ژو اعلام کرد که گودلی از تیانجین تدا به تیم آن‌ها منتقل شده‌است و قراردادی ۲ ساله امضا کرد. اما مبلغ انتقال اعلام نشد.
گودلی در ژوئیه ۲۰۱۸ به دلیل محدودیت تعداد بازیکنان خارجی از ترکیب تیم اصلی کنار گذاشته شد.

### اسپورتینگ لیسبون
در ۲۳ اوت ۲۰۱۸، گودلی برای فصل ۱۹–۲۰۱۸ به باشگاه فوتبال اسپورتینگ در لیگ برتر فوتبال پرتغال قرض داده شد. این قرارداد در صورت تمایل طرفین امکان تمدید داشت.

### سویا
در ۲۳ ژوئیه ۲۰۱۹، گودلی با تیم اسپانیایی سویا قرارداد امضا کرد.

## دوران ملی
گودلی پس از بازی در سطح زیر ۱۹ و زیر ۲۱ سال، اولین بازی خود را برای صربستان در ۵ مارس ۲۰۱۴ در برد ۲–۱ خارج از خانه مقابل تیم ملی فوتبال ایرلند در یک بازی دوستانه پس از ورود به عنوان تعویضی در آخرین لحظات به‌جای آنتونیو روکاوینا به دست آورد. در سال ۲۰۱۴، گودلی چهار بار دیگر برای تیم ملی بازی کرد و دو بار مقابل جامائیکا، پاناما و برزیل بازی کرد.
او اولین گل ملی خود را در ۱۸ نوامبر ۲۰۱۴ در پیروزی ۲–۰ خارج از خانه مقابل یونان به ثمر رساند.